# Andrea Costa Imola Basket 2014-2015
L'Andrea Costa Imola Basket ha preso parte al campionato nazionale di Serie A2 2014-2015. La squadra ha disputato le partite interne presso il PalaRuggi di Imola.

## Stagione
Il nuovo staff dirigenziale (Marco Patuelli ha lasciato l'Andrea Costa) è composto da due note personalità. Il nuovo direttore sportivo è Gabriele Foschi, forlivese con una lunga esperienza alla Fulgor Libertas e, dal 2013, ds al Bertinoro (DNC). Foschi arriva per la prima volta ad Imola. Il direttore tecnico è Gianni Zappi, che ritorna dopo due anni rioccupando la stessa posizione.

A metà luglio viene annunciato il nuovo allenatore: è Giampiero Ticchi. Il tecnico di Gradara firma per due stagioni.
La notizia più importante della campagna acquisti è il clamoros ritorno di Patricio Prato. La trentaquattrenne guardia argentina (naturalizzata italiana) aveva già vestito i colori biancorossi per due stagioni (dal 2010 al 2012), poi aveva rotto bruscamente con la società romagnola, chiedendo i danni. La positiva risoluzione del lodo sblocca il mercato degli americani. Giungono in riva al Santerno il venticinquenne Jesse Perry, ala grande di 201 cm, e la guardia Karvel Anderson, alla sua prima esperienza da professionista. Il quintetto base è completato da Franko Bushati (che è stato in riva al Santerno nella seconda parte della stagiona 2009/10) e il ventiduenne Marco Maganza, proveniente da Matera. Altro nome di peso è l'ala grande Andrea Bartolucci. La squadra si regge su Prato, i due americani (Perry e Anderson) e Bushati. Anderson, che viene direttamente dal college, forse sbaglierà qualche partita, per cui risulteranno determinanti i contributi dei giovani, ovvero Hassan, De Nicolao e Maganza.
La società approva un piano che prevede il rilancio sportivo e l'azzeramento dei debiti (tramite un esborso di 200.000 euro all'anno per quattro anni). Viene anche creata una società apposita per il settore giovanile denominata «International».
Il 17 settembre si disputa il 44º Trofeo Andrea Costa (e Memorial Rino Rameghi). La squadra invitata è la gloriosa Fortitudo Bologna. I padroni di casa s'impongono 63-57.
La partita più attesa di tutto il Girone di andata è sicuramente quella contro Ravenna. Lo scontro diretto avviene il 21 dicembre: prevalgono i bizantini 75-67.
Tra gennaio e febbraio 2015 due squadre di Divisione Nazionale A Gold abbandonano il campionato: Fulgor Libertas Forlì e Veroli Basket. Di conseguenza la Federazione comunica che alla fine della stagione non si disputeranno i play-out e ci sarà solamente una retrocessione. La notizia è bene accolta dalle squadre che lottano per la salvezza, tra cui Imola. Il campionato dei romagnoli prosegue senza scossoni.
Nel girone di ritorno si mette in luce Frank Bushati che, pur partendo dalla panchina, diventa il trascinatore della squadra. In molte occasioni riesce a tenere l'Andra Costa in partita, facendo le funzioni del capitano Patricio Prato, che invece disputa una stagione un po' sotto tono.
Delude l'atteggiamento del primo degli americani, Jesse Perry: dopo essere stato tra i migliori del campionato nei primi due mesi, si infortuna a un piede. Ma il recupero è sorprendentemente lento: nel complesso l'americano scende in campo solo 17 volte. I numeri lo premiano comunque come il migliore dei bianco-rossi: 15,4 punti di media con 6,4 rimbalzi.
Nella classifica finale del campionato Imola è dodicesima, lasciandosi alle spalle quattro squadre.